# Baía de Campeche

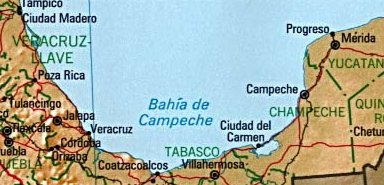
A baía de Campeche

A baía de Campeche (espanhol: Bahía de Campeche) (às vezes confundido com a Laguna de Campeche) é a porção sul do golfo do México, localizada no oeste da península de Iucatã. Três de seus lados são cercados pelos estados mexicanos de Campeche, Tabasco e Veracruz. A baía foi nomeada por Francisco Hernández de Córdoba e Antonio de Alaminos durante a sua expedição em 1517.
O complexo de Cantarell, composto por cinco campos petrolíferos, se situa abaixo da baía de Campeche. É o segundo campo petrolífero mais produtivo do mundo, fornecendo cerca de dois terços da produção de petróleo bruto do México. Em 3 de junho de 1979, o Ixtoc I, um poço exploratório de petróleo, localizado na baía, sofreu uma explosão e deu origem ao maior derrame de petróleo involuntário na história.
Durante os meses de junho e julho, a baía de Campeche é considerada um dos pontos quentes para a formação e intensificação de furacões do Atlântico. A baía também é considerada a fronteira oriental das principais rotas migratórias de aves nas América.

## Ver também

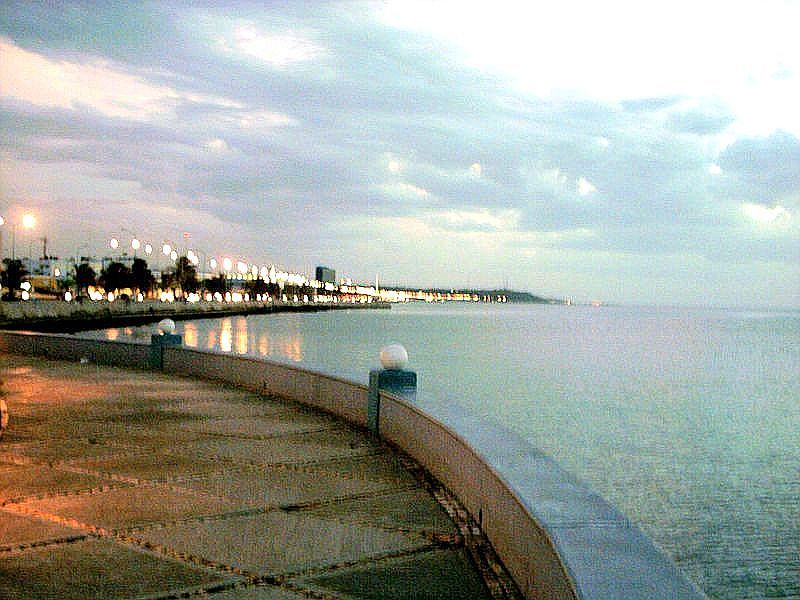
Baía de Campeche